# '39
「'39」（サーティナイン）は、イギリスのロックバンド、クイーンの楽曲。作詞作曲はブライアン・メイで、リード・ボーカルもメイが担当している。1975年に発売されたアルバム『オペラ座の夜』に収録されたのち、同作からの第2弾シングル『マイ・ベスト・フレンド』のB面曲としても発売された。
ギターワールド誌が選ぶ「偉大なる12弦ギターソング」で、24位に選ばれている。

## 曲の構成
歌詞は宇宙旅行に出かけた男を主人公としていて、彼にとっては1年しか過ぎていないのに、地球時間では100年経っていた。地球に戻ると、子供や孫がいたが、最愛の妻は逝去していたという、相対性理論を彷彿させる内容になっている。
ベーシストのジョン・ディーコンは、この曲でダブル・ベースを演奏している。これは、メイがジョークとしてディーコンに対して依頼したもの。この他には12弦アコースティック・ギター、エレクトリック・ギター、バスドラム、タンバリンで構成されている。アコースティック調のアレンジとなっているが、後半における重厚なコーラス・ワークもまた本作の特徴となっている。

## ライブでの演奏
本作は、1970年代のクイーンのライブで頻繁に演奏された楽曲だった。
1976年9月にエディンバラで行なわれたライブで初めて演奏され、1979年12月まで必ずセットリストに入っていた。『ガーディアン』誌は、本作のライブパフォーマンスについて「騒々しく、そして滑らかなシーシャンティ」と評している。この曲のライブ音源がライブ・アルバム『ライヴ・キラーズ』に収録されている。
なお、本作のリード・ボーカルは、前述のとおりブライアン・メイが担当しているが、ライブではフレディ・マーキュリーがリード・ボーカルを担当しており、歌詞もスタジオ音源と一部異なっている。
ライブでのセットリストには76年の華麗なるレースツアーから79年の欧州ツアーまでセットリスト入りしていた。80年代に入ってからは歌われることはなかった(ただし例外として、1984年のライデン公演などでは即興的なコールアンドレスポンスとして一部が演奏されたりしている)。
1992年4月に行なわれたフレディ・マーキュリー追悼コンサートでは、ジョージ・マイケルを迎えて演奏された。近年でもアダム・ランバートをボーカルに迎えたクイーン+アダム・ランバートのツアー（2012年、2014年、2015年、2020年、2022年）で演奏された。
2018年に公開されたクイーンを題材とした映画『ボヘミアン・ラプソディ』において、日本公演で本作を演奏しているシーンが撮影されたが、劇場公開時にカットされた。その模様が同映画の元監督ブライアン・シンガーのInstagramで公開されていたが、現在は非公開となっている。

## 演奏
- ブライアン・メイ - リード・ボーカル、バッキング・ボーカル、12弦アコースティック・ギター（オベーション Pacemaker 1615[17][信頼性要検証]）、エレクトリック・ギター
- フレディ・マーキュリー - バッキング・ボーカル
- ロジャー・テイラー - バスドラム、タンバリン、バッキング・ボーカル
- ジョン・ディーコン - ダブル・ベース